# Hypognatha alho
Hypognatha alho är en spindelart som beskrevs av Levi 1996. Hypognatha alho ingår i släktet Hypognatha och familjen hjulspindlar. Inga underarter finns listade i Catalogue of Life.